# Пайсанду

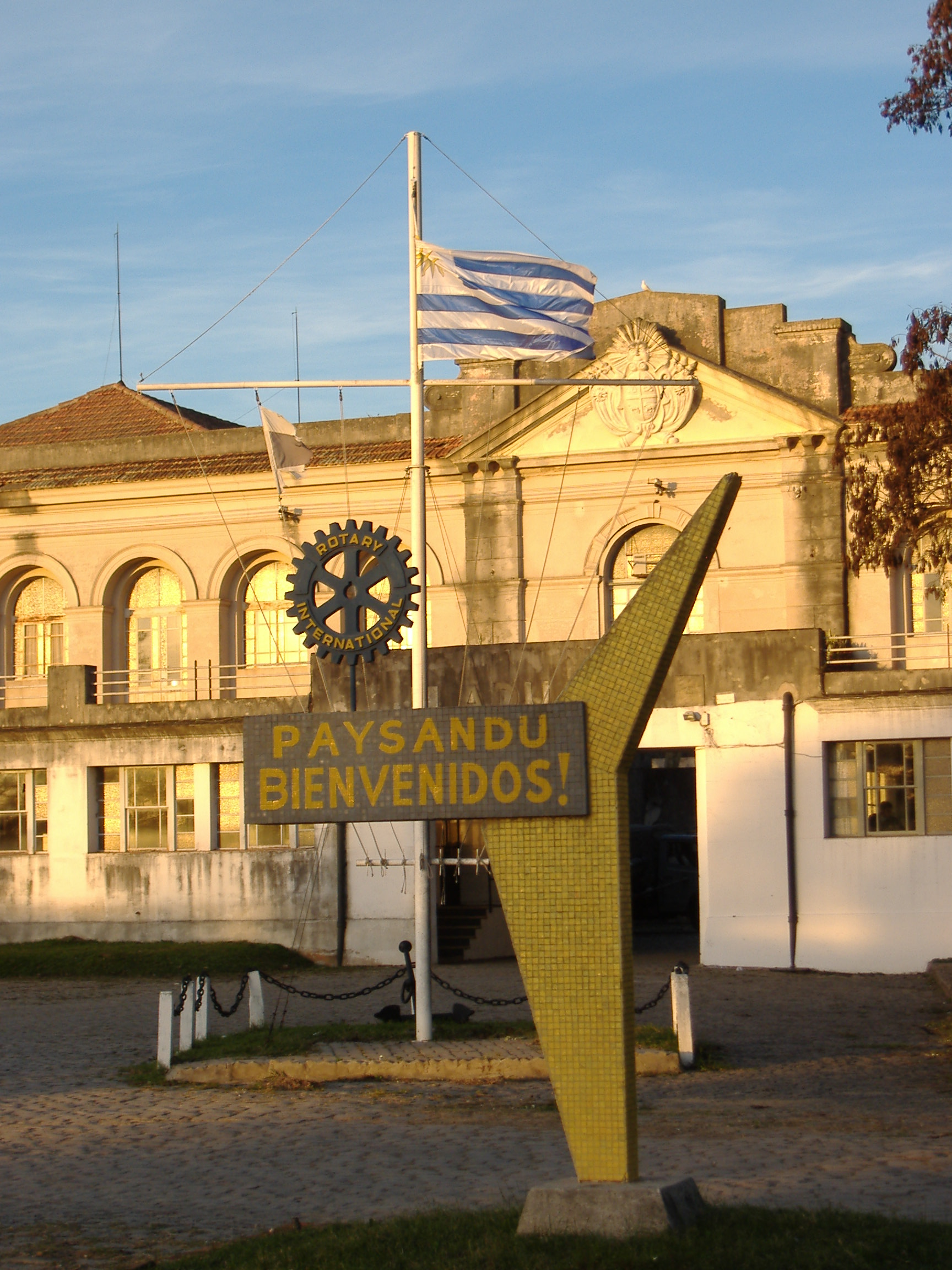
A welcome sign in the old port of Paysandú

Пайсанду є третім за величиною містом в Уругваї з населенням 97000. Він є столицею департаменту Пайсанду. Місто розташоване в точці з координатами 32 ° 19'17 "S 58 ° 4'32 "W , 378 кілометрів (235 миль) на дорозі на північний захід від Монтевідео, на річці Уругвай, яка утворює кордон з Аргентиною.

## Транспорт
В місті розташований Міст Хенераль-Артіґас — транскордонний автомобільний міст через ріку Уругвай, що з'єднує Пайсанду з аргентинським містом Колон.
| Прапор Уругвайу | Це незавершена стаття про Уругвай. Ви можете допомогти проєкту, виправивши або дописавши її. |